# Републикански път III-5003
Републикански път IIІ-5003 е третокласен път, част от Републиканската пътна мрежа на България, преминаващ изцяло по територията на Великотърновска област, Община Горна Оряховица. Дължината му е 10,2 km.
Пътят се отклонява наляво при 89,2 km на Републикански път I-5 северно от село Поликраище и се насочва на изток през най-източната част на Средната Дунавска равнина. Минава през село Янтра, достига левия бряг на река Янтра, продължава нагоре по долината ѝ и южно от село Драганово, в непосредствена близост до моста над реката се свързва с Републикански път III-514 при неговия 31,4 km.
| Пътища, отклоняващи се надясно (населено място, № на пътя, посока на пътя) | km   | Пътища, отклоняващи се наляво (посока на пътя, № на пътя, населено място) |
| -------------------------------------------------------------------------- | ---- | ------------------------------------------------------------------------- |
| Община Горна Оряховица, I-5, 89,2 km ←                                     | 0,0  | ← 89,2 km, I-5, Община Горна Оряховица                                    |
| (за с. Правда) общински път, с. Янтра ←                                    | 4,1  | с. Янтра                                                                  |
| (до гр. Велико Търново) III-514, 31,4 km ←                                 | 10,2 | ← 31,4 km, III-514 (от 29,6 km на II-51)                                  |